# Distrito salvaje
Distrito salvaje és una sèrie web colombiana creada per Cristian Conti. produïda per Dynamo per a Netflix. És protagonitzada per Juan Pablo Raba com el personatge titular.
Narra la història de Jhon Jeiver (Juan Pablo Raba), un guerriller que es muda de la selva a Bogotà després de la signatura del Tractat de Pau. És la primera sèrie original colombiana de Netflix.
La sèrie es va estrenar el 19 d'octubre de 2018. El 5 de març de 2019, la sèrie es va renovar per a una segona temporada, que es va estrenar el 8 de novembre de 2019.

## Repartiment
- Juan Pablo Raba com Jhon Jeiver "Yei Yei" / Jhon Gómez
- Nicolás Quiroga Pineda com Mario Gómez (hijo de Jhon Jeiver)
- Cristina Umaña com Daniela León
- Susana Torres com Carmen Caicedo
- Camila Sodi com Gissele Duque
- Christian Tappan com Apache
- Carolina Acevedo com Alexandra Mallarino
- Juan Fernando Sánchez com Caldera
- Juan Sebastián Calero com Raúl / Aníbal
- Julio Pachón com Coronel Rama
- Alina Lozano com Francisca, la mare de Jhon Jeiver
- Paula Castaño com Verónica
- Camila Jurado com Juliana
- Camilo Jiménez Varón com Senador Federico Ibargüen
- Felipe Giraldo com senador cifuentes
- Walter Díaz com Saúl
- Andrés Toro com Ramón
- Jennifer Hyde com Julie
- Estefanía Piñeres com Stefany Arbelo
- Gabriela Vera com Camila León (filla de Daniela León)
- Nina Caicedo com Misury
- Juan Pablo Urrego com Edilson
- Roberto Cano com Senador Edgar Santos
- Ed Hughes com Paul
- Sebastián Eslava com Mérida
- Helena Mallarino com Clara
- Andrés Londoño com Nicolas Gamero

## Episodis

### Temporada 1 (2018)
| Núm. | Títol          | Direcció         | Guió             | Data d'emissió original |
| ---- | -------------- | ---------------- | ---------------- | ----------------------- |
| 1    | «Coacción»     | Sense determinar | Sense determinar | 19 d'octubre de 2018    |
| 1    | «Infiltración» | Sense determinar | Sense determinar | 19 d'octubre de 2018    |
| 1    | «Intimidación» | Sense determinar | Sense determinar | 19 d'octubre de 2018    |
| 1    | «Soborno»      | Sense determinar | Sense determinar | 19 d'octubre de 2018    |
| 1    | «Robo»         | Sense determinar | Sense determinar | 19 d'octubre de 2018    |
| 1    | «Allanamiemto» | Sense determinar | Sense determinar | 19 d'octubre de 2018    |
| 1    | «Decepción»    | Sense determinar | Sense determinar | 19 d'octubre de 2018    |
| 1    | «Traición»     | Sense determinar | Sense determinar | 19 d'octubre de 2018    |
| 1    | «Ejecución»    | Sense determinar | Sense determinar | 19 d'octubre de 2018    |
| 1    | «Juicio»       | Sense determinar | Sense determinar | 19 d'octubre de 2018    |

## Premis i nominacions

### Premis India Catalina
| Any  | Categoria                                                     | Nominat(a)                                                               | Resultat  |
| ---- | ------------------------------------------------------------- | ------------------------------------------------------------------------ | --------- |
| 2019 | Millor telenovel·la o sèrie                                   | Millor telenovel·la o sèrie                                              | Nominada  |
| 2019 | Millor actriu protagonista de telenovel·la o sèrie            | Cristina Umaña                                                           | Nominada  |
| 2019 | Millor actor protagonista de telenovel·la o sèrie             | Juan Pablo Raba                                                          | Nominat   |
| 2019 | Millor director de telenovel·la o sèrie                       | Javier Fuentes-León, Carlos Moreno                                       | Nominats  |
| 2019 | Millor llibret de telenovel·la o sèrie (original o adaptació) | Cristian Conti, Javier Fuentes-León, Javier Guillón, Mauricio Leiva Cock | Nominats  |
| 2019 | Millor director d’art                                         | Diego López                                                              | Nominat   |
| 2019 | Millor fotògraf                                               | Juan Carlos Gil                                                          | Guanyador |
| 2020 | Millor actriu antagònica de telenovel·la o sèrie              | Susana Torres                                                            | Pendent   |
| 2020 | Millor actor antagònic de telenovel·la o sèrie                | Christian Tappan                                                         | Pendent   |